# 2003年瑞典欧元公投

欧洲联盟成员国

  欧元区19国
  處於欧洲汇率机制的歐盟成員國(保加利亚及克罗地亚)
  处于欧洲汇率机制下，有選擇退出權(丹麦)
  不处于欧洲汇率机制下，但应当在符合趋同标准时加入欧元区(捷克、匈牙利、波兰、羅馬尼亞、瑞典)

非欧洲联盟成员国

  根据货币协议使用欧元的4国(安道尔、摩纳哥、圣马力诺、梵蒂冈)
  单边使用欧元的2国(科索沃、蒙特內哥羅)

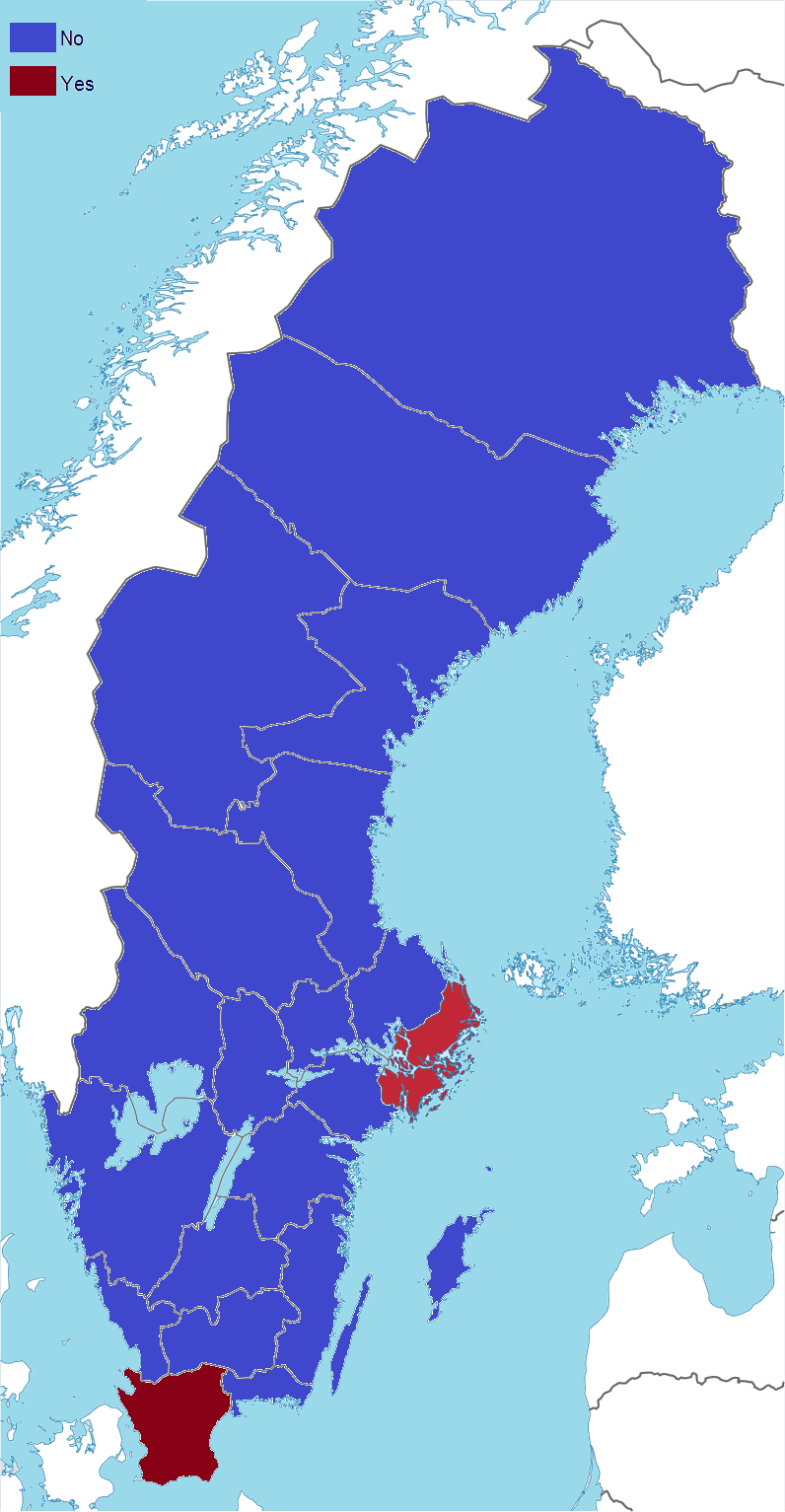
按省份划分的投票结果
反对
支持

瑞典欧元公投发生于2003年9月14日，是一场咨询瑞典是否应当引入欧元作为官方货币的无约束力公民投票。多数选民投票选择不瑞典应当不采用欧元，因而瑞典政府在2003年决定暂时不参加欧元区。如若投票结果相反，瑞典原定于2006年1月1日引入欧元作为官方货币。
公投的选票上写的是：“（翻译：您是否认为瑞典应该引入欧元作为货币？）”。瑞典在欧洲基金会是支持阵营的主要成员；不支持阵营则由两大集团组成，分别代表左翼（向欧盟说不运动）和右翼政治力量。各政党对此意见不一，一些支持，一些反对；社会民主党最终因为内部分歧不持立场。

## 背景
瑞典在1995年加入欧洲联盟，其入盟条约使其有采用欧元的法律义务。然而，加入欧元区要求处于欧洲汇率机制中满两年，瑞典并未参与这一机制，而使其货币汇率与欧元±2.25%范围内浮动。但政府提出支持加入欧洲汇率机制，所有政党都要求以进行公投并且公投结果支持为前提。

## 结果
公投的最终参与率为82.6%，有55.9%选票表示反对而也有42.0%的人支持。斯德哥尔摩省以54.7%：43.2%投票支持采用欧元，斯科讷省和斯德哥尔摩省两省的支持票（49.3%）超过了反对票（48.5%），但实际上当地无效票和空白片的占比过高，无论是支持票还是反对票均不是多数。瑞典所有其它地区，反对票都占多数。市镇中，多数位于西斯科訥省和斯德哥尔摩省的城市投票支持。孔斯巴卡市镇和哈帕兰达市镇也投票支持。哈帕兰达市镇是各市镇中唯一与欧元区接壤的市镇，而所有其它的市镇均反对。
| 公投结果 | 票数      | 比例 |
| -------- | --------- | ---- |
| 支持     | 2,453,899 | 42.0 |
| 反对     | 3,265,341 | 55.9 |
| 空白     | 121,073   | 2.1  |
| 总计     | 5,840,313 | 100  |
| 无效     | 3,475     |      |
| 合法选民 | 7,077,502 |      |
| 投票人数 | 5,843,788 | 82.6 |

资料来源: 国家百科全书
参见: 瑞典选举局